# Bernard Gosselin
Pour les articles homonymes, voir Gosselin.
Bernard Gosselin est un cinéaste québécois, né le 5 octobre 1934 à Drummondville et décédé le 20 mars 2006.
Documentariste-ethnologue passionné par les métiers, il a été un pionnier du cinéma en direct au Canada. Il a réalisé les films César et son canot d'écorce en 1971, Raquettes des Atcikameg en 1973, Jean Carignan, violoneux en 1975 et Canot à Renald à Thomas en 1980. Il s'est mérité un Canadian Film Award en 1968 pour sa photographie dans Le règne du jour de Pierre Perrault.
Il est possible que son film Le Martien de Noël ait influencé Melissa Mathison la scénariste de E.T., l'extra-terrestre de Steven Spielberg réalisé en 1982.

## Filmographie

### comme réalisateur
- 1961 : Le Jeu de l'hiver
- 1968 : Le Beau plaisir
- 1971 : Le Martien de Noël
- 1975 : Jean Carignan, violoneux
- 1975 : Un royaume vous attend (avec Pierre Perreault)
- 1976 : La Veillée des veillées
- 1978 : Le discours de l'armoire
- 1980 : Les Bottes sauvages
- 1986 : L'Anticoste
- 1994 : L'Arche de verre

### comme directeur de la photographie
- 1961 : Le Jeu de l'hiver
- 1961 : Golden Gloves
- 1962 : Québec-U.S.A. ou L'invasion pacifique
- 1962 : Bûcherons de la Manouane
- 1962 : À Saint-Henri le cinq septembre
- 1963 : Pour la suite du monde
- 1964 : The Voyageurs
- 1964 : Villeneuve, peintre-barbier
- 1964 : Terra Nova
- 1964 : Springboard to the Sun
- 1964 : Samuel de Champlain: Québec 1603
- 1964 : Parallèles et grand soleil
- 1964 : Let's Discuss Smoking
- 1964 : Escale des oies sauvages
- 1964 : Corps agiles
- 1964 : Champlain
- 1964 : Appuis et suspensions
- 1964 : Along Uncharted Shores
- 1964 : À tout prendre
- 1965 : La Route de l'Ouest
- 1965 : Les Montréalistes
- 1965 : 60 Cycles
- 1966 : Comment savoir
- 1966 : Le Misanthrope
- 1967 : La Visite du général de Gaulle au Québec
- 1967 : The Indian Speaks
- 1967 : Le Règne du jour
- 1967 : Entre la mer et l'eau douce
- 1968 : Les Voitures d'eau
- 1968 : Le Beau plaisir
- 1969 : With Drums and Trumpets
- 1970 : The Battle of St-Denis... Yesterday, Today
- 1970 : Un pays sans bon sens!
- 1971 : Les Philharmonistes
- 1973 : Tickets s.v.p
- 1975 : Jean Carignan, violoneux
- 1976 : Un royaume vous attend
- 1976 : La Veillée des veillées
- 1977 : Le Goût de la farine
- 1978 : La Bataille de la Châteauguay (The Battle of the Châteauguay)
- 1980 : Gens d'Abitibi
- 1980 : Le Pays de la terre sans arbre ou Le mouchouânipi
- 1996 : Cornouailles

### comme cadreur
- 1961 : Le catch

### comme acteur
- 1972 : La Maudite Galette : Detective
- 1973 : Le Grand Sabordage : Le garçon
- 1973 : Réjeanne Padovani : Sgt. Bernard Gosselin
- 1976 : Je suis loin de toi mignonne : Armand
- 1996 : Joyeux Calvaire : Le vieil homme aux chats

### comme monteur
- 1960 : Nomades
- 1962 : Seul ou avec d'autres
- 1964 : Champlain
- 1967 : La Visite du général de Gaulle au Québec
- 1994 : L'Arche de verre